# Tour de France 1953
Il Tour de France 1953, quarantesima edizione della Grande Boucle, si svolse in ventidue tappe tra il 3 e il 26 luglio 1953, per un percorso totale di 4 479 km.
Fu vinto per la prima volta dal passista-scalatore e finisseur francese Louison Bobet (al secondo podio di Parigi dopo il terzo posto nell'edizione 1950). Bobet, quattordicesimo ciclista francese in grado di imporsi al Tour, terminò le sue fatiche con il tempo di 129h23'25". Si trattò della diciassettesima edizione in cui trionfò un corridore di casa. Bobet avrebbe ripetuto la vittoria anche nelle due edizioni seguenti, diventando il primo corridore ad affermarsi nella Grande Boucle in tre anni consecutivi.
Lo scalatore francese Jean Malléjac (per la prima ed unica volta sul podio della Grande Boucle) si classificò al secondo posto della graduatoria generale. In terza posizione si piazzò il passista-cronoman, scalatore e discesista italiano Giancarlo Astrua (al primo ed unico podio della carriera al Tour de France).
Cinquant'anni dopo la prima maglia gialla, il Tour del 1953 vide l'introduzione della maglia verde, riservata al capolista della classifica a punti. Fu l'ultima edizione del Tour che vide la partecipazione del leggendario scalatore italiano Gino Bartali; il toscano concluse la corsa al tredicesimo posto.

## Tappe
| Tappa  | Data      | Percorso                                  | km    | Vincitore di tappa   | Leader cl. generale |
| ------ | --------- | ----------------------------------------- | ----- | -------------------- | ------------------- |
| 1ª     | 3 luglio  | Strasburgo > Metz                         | 195   | Fritz Schär          | Fritz Schär         |
| 2ª     | 4 luglio  | Metz > Liegi (BEL)                        | 227   | Fritz Schär          | Fritz Schär         |
| 3ª     | 5 luglio  | Liegi (BEL) > Lilla                       | 221   | Stanislas Bober      | Fritz Schär         |
| 4ª     | 6 luglio  | Lilla > Dieppe                            | 198   | Gerrit Voorting      | Fritz Schär         |
| 5ª     | 7 luglio  | Dieppe > Caen                             | 131   | Jean Malléjac        | Roger Hassenforder  |
| 6ª     | 8 luglio  | Caen > Le Mans                            | 180   | Martin Van Geneughen | Roger Hassenforder  |
| 7ª     | 9 luglio  | Le Mans > Nantes                          | 181   | Livio Isotti         | Roger Hassenforder  |
| 8ª     | 10 luglio | Nantes > Bordeaux                         | 345   | Jan Nolten           | Roger Hassenforder  |
|        | 11 luglio | giorno di riposo                          |       |                      |                     |
| 9ª     | 12 luglio | Bordeaux > Pau                            | 197   | Fiorenzo Magni       | Fritz Schär         |
| 10ª    | 13 luglio | Pau > Cauterets                           | 103   | Jesús Loroño         | Fritz Schär         |
| 11ª    | 14 luglio | Cauterets > Luchon                        | 115   | Jean Robic           | Jean Robic          |
| 12ª    | 15 luglio | Luchon > Albi                             | 241   | André Darrigade      | François Mahé       |
| 13ª    | 16 luglio | Albi > Béziers                            | 189   | Nello Lauredi        | Jean Malléjac       |
| 14ª    | 17 luglio | Béziers > Nîmes                           | 214   | Bernard Quennehen    | Jean Malléjac       |
| 15ª    | 18 luglio | Nîmes > Marsiglia                         | 173   | Maurice Quentin      | Jean Malléjac       |
| 16ª    | 19 luglio | Marsiglia > Monaco                        | 208   | Wim van Est          | Jean Malléjac       |
|        | 20 luglio | giorno di riposo                          |       |                      |                     |
| 17ª    | 21 luglio | Monaco > Gap                              | 261   | Wout Wagtmans        | Jean Malléjac       |
| 18ª    | 22 luglio | Gap > Briançon                            | 165   | Louison Bobet        | Louison Bobet       |
| 19ª    | 23 luglio | Briançon > Lione                          | 227   | Georges Meunier      | Louison Bobet       |
| 20ª    | 24 luglio | Lione > Saint-Étienne (cron. individuale) | 70    | Louison Bobet        | Louison Bobet       |
| 21ª    | 25 luglio | Saint-Étienne > Montluçon                 | 210   | Wout Wagtmans        | Louison Bobet       |
| 22ª    | 26 luglio | Montluçon > Parigi                        | 328   | Fiorenzo Magni       | Louison Bobet       |
| Totale | Totale    | Totale                                    | 4 479 |                      |                     |

## Squadre e corridori partecipanti
| N.    | Cod. | Squadra     |
| ----- | ---- | ----------- |
| 1-10  | ITA  | Italia      |
| 11-20 | CHE  | Svizzera    |
| 21-30 | BEL  | Belgio      |
| 31-40 | ESP  | Spagna      |
| 41-50 | LUX  | Lussemburgo |
| 51-60 | NLD  | Paesi Bassi |

| N.      | Cod. | Squadra         |
| ------- | ---- | --------------- |
| 61-70   | FRA  | Francia         |
| 71-80   | IDF  | Île-de-France   |
| 81-90   | NEC  | Nord Est-Centro |
| 91-100  | SES  | Sud Est         |
| 101-110 | OVE  | Ovest           |
| 111-120 | SOV  | Sud Ovest       |

## Resoconto degli eventi
Al Tour 1953 parteciparono 119 corridori, dei quali 76 giunsero a Parigi.
Furono quattro i corridori che si aggiudicarono il maggior numero di tappe (due ciascuno): Fritz Schär, Fiorenzo Magni, Louison Bobet e Wout Wagtmans.
Louison Bobet si aggiudicò due tappe e fu leader della classifica generale alla fine delle ultime cinque frazioni sul totale di ventidue previste. Egli strappò la maglia gialla al connazionale Jean Malléjac, che finirà secondo, al termine della tappa alpina (la diciottesima del calendario) conclusasi a Briançon.

## Classifiche finali

### Classifica generale - Maglia gialla
| Pos. | Corridore         | Squadra     | Tempo      |
| ---- | ----------------- | ----------- | ---------- |
| 1    | Louison Bobet     | Francia     | 129h23'25" |
| 2    | Jean Malléjac     | Ovest       | a 14'18"   |
| 3    | Giancarlo Astrua  | Italia      | a 15'02"   |
| 4    | Alex Close        | Belgio      | a 17'35"   |
| 5    | Wout Wagtmans     | Paesi Bassi | a 18'05"   |
| 6    | Fritz Schär       | Svizzera    | a 18'44"   |
| 7    | Antonin Rolland   | Francia     | a 23'03"   |
| 8    | Nello Lauredi     | Francia     | a 26'03"   |
| 9    | Raphaël Géminiani | Francia     | a 27'18"   |
| 10   | François Mahé     | Ovest       | a 28'26"   |

### Classifica a punti - Maglia verde
| Pos. | Corridore         | Squadra     | Punti |
| ---- | ----------------- | ----------- | ----- |
| 1    | Fritz Schär       | Svizzera    | 271   |
| 2    | Fiorenzo Magni    | Italia      | 307   |
| 3    | Raphaël Géminiani | Francia     | 406   |
| 4    | Antonin Rolland   | Francia     | 413   |
| 5    | Wim van Est       | Paesi Bassi | 440   |

### Classifica scalatori
| Pos. | Corridore      | Squadra   | Punti |
| ---- | -------------- | --------- | ----- |
| 1    | Jesús Loroño   | Spagna    | 54    |
| 2    | Louison Bobet  | Francia   | 36    |
| 3    | Joseph Mirando | Sud Est   | 30    |
| 4    | Gilbert Bauvin | NE-Centro | 25    |
| 5    | Jean Le Guilly | Francia   | 24    |

### Classifica a squadre
| Pos. | Squadra         | Tempo      |
| ---- | --------------- | ---------- |
| 1    | Paesi Bassi     | 387h42'54" |
| 2    | Francia         | a 11'07"   |
| 3    | Nord Est-Centro | a 23'22"   |
| 4    | Belgio          | a 54'57"   |
| 5    | Ovest           | a 1h07'51" |